# Bretzwil
Bretzwil is een gemeente en plaats in het Zwitserse kanton Basel-Landschaft, en maakt deel uit van het district Waldenburg.
Bretzwil telt 759 inwoners.